# L'Ukraine au cœur

L'Ukraine au cœur est un documentaire français consacré à la guerre en Ukraine, réalisé par Bernard-Henri Lévy et Marc Roussel.
Tourné à l'été 2023, ce film s’inscrit dans la continuité de deux précédents documentaires réalisés également sous la direction de Bernard-Henri Lévy : d’abord Pourquoi l'Ukraine, qui relate les premiers mois de l'invasion russe en mars, avril 2022 ; ensuite Slava Ukraini, tourné au second semestre  2022, au moment de la contre-offensive de l’armée ukrainienne contre les Russes.
La première diffusion de L'Ukraine au cœur a lieu le 14 novembre 2023 sur France 2.
Le film est présenté ensuite aux États-Unis sous le titre Glory to the heroes (Gloire aux héros).

## Synopsis
Bernard-Henri Lévy et son équipe réalisent, entre juin et septembre 2023, un film en forme de journal de guerre sur la résistance d'une partie du peuple ukrainien contre l’armée russe, dans le prolongement de deux films précédents conçus de la même manière.
L'Ukraine au cœur entend témoigner du courage de soldats et de civils ukrainiens durant une telle épreuve, avec le sentiment d’une intense solidarité, aussi bien sur la ligne de front qu’à l’arrière dans le quotidien des villes soumises à la barbarie des bombardements russes.
Le film se déroule notamment dans les tranchées de Kherson, d’Olevsk, et, surtout, de Bakhmut, au plus près du combat contre l’armée russe. On y voit des attaques portées par des drones, des obus ou des mitrailleuses.
L'Ukraine au cœur entend également montrer l’engagement de combattants internationaux sur le front ukrainien, notamment israéliens, britanniques et français, des combattants qui luttent pour la démocratie contre la barbarie, en considérant que cette guerre est la leur.

## Fiche technique
- Titre : L'Ukraine au cœur
- Réalisation : Bernard-Henri Lévy et Marc Roussel
- Scénario : Bernard-Henri Lévy
- Montage : Sarah Roussel
- Musique originale : Slava Vakarchuk
- Production : Emily Hamilton et La Règle du Jeu
- Pays d'origine :  France
- Genre : documentaire
- Durée : 90 minutes
- Première diffusion : France 2, 14 novembre 2023

## Accueil

### Accueil du film en France
« Dans le documentaire L’Ukraine au cœur, diffusé sur France 2, le philosophe célèbre le courage d’un peuple en première ligne face à Poutine », selon Danièle Georget dans Paris Match qui précise : « Le courage est la seule munition qui ne manque pas aux Ukrainiens ».
« BHL livre des images d’une intensité exceptionnelle, qui décrivent une guerre d’usure, où les munitions viennent à manquer, et les hommes aussi, mais où la détermination du peuple ukrainien reste intacte », constatent Charles Haquet et Éric Chol dans L’Express.
« Le philosophe entend aussi montrer l'héroïsme de ces citoyens devenus des combattants animés d'un idéal. “Je couvre cette guerre depuis les premières semaines et ce qui me frappe, c'est le moral inentamé des Ukrainiens, cela force le respect, insiste-t-il. D'un côté, une armée qui ne sait pas pourquoi elle se bat et de l'autre, une armée qui est habitée par des valeurs qui sont plus grandes qu'elle” », rapporte Isabelle Malin pour Franceinfo.
« Bernard-Henri Lévy signe son troisième film sur l’Ukraine, un journal du front émouvant, qui est un véritable hymne à cette nation de citoyens soldats mobilisée pour résister à l’envahisseur russe », observe Laure Mandeville dans Le Figaro.
« Le philosophe poursuit sa collecte d’images et de témoignages qui obligent ses contemporains à comprendre et surtout à voir ce qui se joue, du côté de Kherson, Marioupol, Donetsk et Kharkiv : le pire conflit sur le continent européen depuis 1945 », pour Sébastien Lapaque dans Le Point.
« Avec son documentaire, L’Ukraine au cœur, BHL ne lâche pas l’affaire », note Alexandra Schwartzbrod dans Libération, précisant : « Ce film, dont on peut être sûr qu’il sera vu par tous ceux et toutes celles qui ont besoin de le voir, tant BHL s’y emploie, a l’immense intérêt de montrer les ravages que cette guerre continue à produire aux portes de l’Europe alors que l’actualité a basculé depuis le 7 octobre sur une autre guerre, celle qui oppose Israël au Hamas ».
« La tragédie ukrainienne dans un film en forme de S.O.S. qui s’adresse au cœur et à l’esprit. Contre l’oubli », selon Florence Trédez dans Elle.
« Le meilleur moyen de résister est de ne pas oublier l’Ukraine, première ligne des démocraties. D’où l’importance du film de Bernard-Henri Lévy. Comme toujours, des envieux et des aveugles le railleront sans l’avoir regardé. Ne les écoutez pas. Ce documentaire incarné, très réussi, révèle mieux que des reportages vite oubliés la dramaturgie existentielle de ce conflit, son humanité aussi », signale Caroline Fourest, dans Franc-Tireur.
« Bernard-Henri Lévy a partagé l’enfer ordinaire des citoyens-soldats ukrainiens », remarque Louis-David Texier dans Transfuge. « Une exceptionnelle leçon de courage et de liberté, par tout un peuple, digne, exemplaire ».
Pour Sara Daniel dans L’Obs, ce film témoigne du soutien indéfectible aux Ukrainiens « d’un homme, plus tout jeune, qui arpente toujours de plus près leurs lignes de front, côtoie les unités d’artilleurs ou de pilotes de drones, comme si BHL s’imposait de frôler la mort, en hommage au courage de ces combattants de la liberté ».
« Enfin, le philosophe ne cache pas sa sympathie pour les volontaires étrangers, “ces âmes libres” venues combattre dans ces confins-est de l’Europe. Parmi eux : deux Israéliens, réservistes de Tsahal. L’autre guerre, celle déclenchée par l’attaque du Hamas du 7 octobre, les a depuis rappelés dans leur pays », précise Christel Brigaudeau pour Le Parisien.

### Accueil du film aux États-Unis
Après la diffusion en prime time sur France 2, ce documentaire connaît une sortie sur grand écran aux États-Unis le 6 décembre 2023, avec une avant-première au siège de l’Organisation des Nations unies à New York.
Le film change de titre aux États-Unis. Il s’appelle désormais Glory to the Heroes (Gloire aux héros). Il sort le 8 décembre à New York, suivi deux jours plus tard par une première à Los Angeles, puis le 11 décembre à Chicago, Philadelphie et Seattle, avant une présentation à Washington DC le 12 décembre. Lévy assiste aux projections du film à New York, Los Angeles et Washington DC.